# Charaxes mima
Charaxes mima är en fjärilsart som beskrevs av Riley 1921. Charaxes mima ingår i släktet Charaxes och familjen praktfjärilar. Inga underarter finns listade i Catalogue of Life.